# Ehrenoscar
Der Ehrenoscar (engl.: Honorary Award, bis 1949 Special Award) ist ein vom Board of Governors der Academy of Motion Picture Arts and Sciences vergebener Sonderpreis. Die Preisträger werden aufgrund von drei Kriterien ausgewählt:
- herausragendes Lebenswerk
- außerordentliche Beiträge für die Weiterentwicklung des Films
- herausragender Einsatz für die Academy

Der Preis kann an Einzelpersonen, Organisationen oder Unternehmen vergeben werden, in der Anfangszeit wurde er auch an einzelne Filme verliehen. Er kann in Form eines Oscars verliehen werden, aber auch in einer beliebigen anderen Form, die vom Board of Governors der Academy festgelegt wird – dies kann eine Ehrenmitgliedschaft, eine Medaille, ein Zertifikat oder Ähnliches sein. Seit 1961 ist der Ehrenoscar immer eine Oscar-Statuette. Seit 1990 wird der Preis nur noch an Personen verliehen.
Der Ehrenoscar kann in einem Jahr auch an mehrere Preisträger vergeben werden; es gibt aber auch Jahre, in denen keine derartige Auszeichnung erfolgte. Am erfolgreichsten in der Geschichte der Oscars war Bob Hope, der viermal mit einem Ehrenoscar ausgezeichnet wurde. Heute fungieren Ehrenoscars oft inoffiziell als eine Art „Ausgleich“ für Filmschaffende, die großes Ansehen genießen oder viele Male für den Oscar nominiert wurden, diesen aber nie bekommen haben.
Seit 2009 werden die Ehrenpreise der Academy of Motion Picture Arts and Sciences nicht mehr während der Oscarverleihung, sondern bereits einige Monate vorher als Governors Awards in einer eigenen Zeremonie im Großen Ballsaal des Hollywood and Highland Center verliehen.
Folgende Personen, Filme und Institutionen wurden jeweils mit einem Ehrenoscar ausgezeichnet:
 Info: Die Jahreszahlen beziehen sich auf das Jahr der Oscarverleihung. Auch wenn die Ehrenoscars seit dem Jahr 2010 im Rahmen der Governors Awards im Oktober bis Dezember des Vorjahres verliehen werden, so werden sie dennoch weiter dem Jahr der Oscarverleihung zugerechnet.

## 1929–1940
| Jahr | Preisträger                            | Preisbegründung                                                                       |
| 1929 | Warner Brothers                        | für den ersten Tonfilm Der Jazzsänger                                                 |
| 1929 | Charles Chaplin                        | für die Leistungen in seinem Film Der Zirkus                                          |
| 1932 | Walt Disney                            | für die Erfindung von Micky Maus                                                      |
| 1935 | Shirley Temple                         | in Anerkennung ihres hervorragenden Beitrags im Bereich Filmunterhaltung im Jahr 1934 |
| 1936 | David Wark Griffith                    | für seine Leistungen als Produzent und Regisseur                                      |
| 1937 | The March of Time                      |                                                                                       |
| 1937 | W. Howard Greene und Harold Rosson     | für ihre Farbaufnahmen in The Garden of Allah                                         |
| 1938 | Mack Sennett                           | für seine Leistungen im Comedy-Bereich                                                |
| 1938 | Edgar Bergen                           | für seine Comedykreation Charlie McCarthy                                             |
| 1938 | Museum of Modern Art                   | für die Filmkonservierung und -sammlung                                               |
| 1938 | W. Howard Greene                       | für seine Farbaufnahmen in Ein Stern geht auf                                         |
| 1939 | Deanna Durbin und Mickey Rooney        | für ihre Leistungen als Jugenddarsteller                                              |
| 1939 | Harry Warner                           | für die Produktion patriotischer Kurzfilme                                            |
| 1939 | Walt Disney                            | für den ersten Zeichentrickspielfilm Schneewittchen und die sieben Zwerge             |
| 1939 | Oliver T. Marsh und Allen M. Davey     | für ihre Farbaufnahmen in Sweethearts                                                 |
| 1939 | Piraten in Alaska (Spawn of the North) | für spezielle Toneffekt- und Filmaufnahmen                                            |
| 1939 | Arthur Ball                            | für seine Verdienste um den Farbfilm                                                  |
| 1940 | Douglas Fairbanks, Sr.                 | erster Präsident der AMPAS                                                            |
| 1940 | Motion Picture Relief Fund             | an Ralph J. Block, Jean Hersholt, Ralph Morgan und Conrad Nagel                       |
| 1940 | Judy Garland                           | für ihre Leistung als Jugenddarstellerin im Jahr 1939                                 |
| 1940 | William Cameron Menzies                | für den Einsatz von Farben in Vom Winde verweht                                       |
| 1940 | Technicolor Company                    | für ihre Verdienste um den Farbfilm                                                   |

## 1941–1950
| Jahr | Preisträger                                                               | Preisbegründung                                                                |
| 1941 | Bob Hope                                                                  | für seine Arbeit im Dienst der AMPAS                                           |
| 1941 | Colonel Nathan Levinson                                                   | für Verdienste um Army-Trainingsfilme                                          |
| 1942 | Rey Scott                                                                 | für seinen waghalsigen Einsatz beim Dreh von Kukan                             |
| 1942 | British Ministry of Information                                           | für einen Film über die Royal Air Force                                        |
| 1942 | Leopold Stokowski                                                         | für die „visualisierte Musik“ in Fantasia                                      |
| 1942 | Walt Disney, William Garity, J.N.A. Hawkins & RCA Manufacturing Company   | für ihren herausragenden Beitrag zur Nutzung des Tones in Fantasia             |
| 1943 | Charles Boyer                                                             | für die Gründung der French Research Foundation                                |
| 1943 | Noël Coward                                                               | für seine Leistung als Produzent von In Which We Serve                         |
| 1943 | Metro-Goldwyn-Mayer                                                       | für die Andy-Hardy-Filmserie                                                   |
| 1944 | George Pal                                                                | für seine Kombination aus Zeichen- und Puppentrick                             |
| 1945 | Margaret O’Brien                                                          | für ihre Leistungen als Jugenddarstellerin im Jahr 1944                        |
| 1945 | Bob Hope                                                                  | für seine Arbeit im Dienst der AMPAS                                           |
| 1946 | Walter Wanger                                                             | für seine sechsjährige Präsidentschaft der AMPAS                               |
| 1946 | Peggy Ann Garner                                                          | für ihre Leistungen als Jugenddarstellerin im Jahr 1945                        |
| 1946 | The House I Live In                                                       | Auszeichnung als Toleranz-Kurzfilm                                             |
| 1946 | Republic Studio und Daniel J. Bloomberg                                   | für den Aufbau eines herausragenden Tonaufnahmestudios                         |
| 1947 | Laurence Olivier                                                          | für Regie, Schauspiel und Produzent von Heinrich V.                            |
| 1947 | Harold Russell                                                            | für The Best Years of Our Lives                                                |
| 1947 | Ernst Lubitsch                                                            | für sein Lebenswerk                                                            |
| 1947 | Claude Jarman junior                                                      | für seine Leistungen als Jugenddarsteller im Jahr 1946                         |
| 1948 | James Baskett                                                             | für den Charakter des Onkel Remus in Onkel Remus’ Wunderland                   |
| 1948 | Bill and Coo                                                              | für Comedy-Leistungen                                                          |
| 1948 | Schuhputzer (Sciuscià)                                                    | für einen hochqualitativen Spielfilm aus einem kriegszerstörten Land (Italien) |
| 1948 | William Nicholas Selig, Albert E. Smith, George K. Spoor und Thomas Armat | für den Aufbau eines neuen Mediums                                             |
| 1949 | Ivan Jandl                                                                | für seine jugendliche Darstellung von Karel Malik in Die Gezeichneten          |
| 1949 | Sid Grauman                                                               | für sein Lebenswerk                                                            |
| 1949 | Adolph Zukor                                                              | für Verdienste um den amerikanischen Film                                      |
| 1949 | Walter Wanger                                                             | für seinen Film Johanna von Orleans                                            |
| 1949 | Jean Hersholt                                                             | in Anerkennung seiner Arbeit für die AMPAS                                     |
| 1950 | Bobby Driscoll                                                            | für seine Leistungen als Jugenddarsteller im Jahr 1949                         |
| 1950 | Fred Astaire                                                              | für seine Verdienste im Musik- und Tanzfilm                                    |
| 1950 | Cecil B. DeMille                                                          | für sein Lebenswerk                                                            |
| 1950 | Jean Hersholt                                                             | in Anerkennung seiner Arbeit für die AMPAS                                     |

## 1951–1960
| Jahr | Preisträger                                        | Preisbegründung                                                                                   |
| 1951 | George Murphy                                      | für seine Filminterpretationen                                                                    |
| 1951 | Louis B. Mayer                                     | für Verdienste um die Filmindustrie                                                               |
| 1952 | Gene Kelly                                         | für seine Vielseitigkeit als Schauspieler, Sänger, Regisseur und Tänzer                           |
| 1953 | George Alfred Mitchell                             | für seine Leistungen im Kamerabereich                                                             |
| 1953 | Joseph Schenck                                     | für Verdienste um die Filmindustrie                                                               |
| 1953 | Merian C. Cooper                                   | für seine filmischen Verdienste                                                                   |
| 1953 | Harold Lloyd                                       | als Meisterkomödiant und guter Bürger                                                             |
| 1953 | Bob Hope                                           | für seine Arbeit im Dienst der AMPAS und als Komödiant                                            |
| 1954 | Pete Smith                                         | Pete Smith Specialties                                                                            |
| 1954 | 20th Century-Fox Film Corporation                  | für die Verwendung von CinemaScope                                                                |
| 1954 | Joseph Breen                                       | für die Entwicklung des Motion Picture Production Codes                                           |
| 1954 | Bell & Howell                                      | für Leistungen für die Filmindustrie                                                              |
| 1955 | Bausch & Lomb Optical Company                      | für Leistungen für die Filmindustrie                                                              |
| 1955 | Kemp R. Niver                                      | für die Entwicklung eines Kopierverfahrens für die Paper Print Collection der Library of Congress |
| 1955 | Greta Garbo                                        | für ihre unvergesslichen Filmdarstellungen                                                        |
| 1955 | Danny Kaye                                         | für seine Verdienste um die amerikanische Filmwirtschaft                                          |
| 1955 | Jon Whiteley                                       | für seine herausragende Jugenddarstellung in dem Film Besiegter Haß (The Kidnappers)              |
| 1955 | Vincent Winter                                     | für seine herausragende Jugenddarstellung in dem Film Besiegter Haß (The Kidnappers)              |
| 1956 | Samurai                                            | als bester fremdsprachiger Film                                                                   |
| 1957 | Eddie Cantor                                       | für Verdienste um die Filmindustrie                                                               |
| 1958 | Charles Brackett                                   | für seine Arbeit für die AMPAS                                                                    |
| 1958 | B. B. Kahane                                       | für Verdienste um die Filmindustrie                                                               |
| 1958 | Gilbert M. Anderson                                | für seine Verdienste um den Unterhaltungsfilm                                                     |
| 1958 | Society of Motion Picture and Television Engineers | für Verdienste um die Filmindustrie                                                               |
| 1959 | Maurice Chevalier                                  | für seine Verdienste um den Unterhaltungsfilm                                                     |
| 1960 | Lee De Forest                                      | für seine Erfindungen, die den Tonfilm ermöglichten                                               |
| 1960 | Buster Keaton                                      | für seine unsterblichen Komödien                                                                  |

## 1961–1970
| Jahr | Preisträger          | Preisbegründung                                                            |
| 1961 | Gary Cooper          | für seine unvergesslichen Darstellungen                                    |
| 1961 | Stan Laurel          | für seine kreativen Komödienleistungen                                     |
| 1961 | Hayley Mills         | für ihre herausragende Jugenddarstellung in dem Film Alle lieben Pollyanna |
| 1962 | William L. Hendricks | für den patriotischen Film A Force in Readiness                            |
| 1962 | Fred L. Metzler      | für seine Arbeit im Dienst der AMPAS                                       |
| 1962 | Jerome Robbins       | für Choreographieleistungen im Film                                        |
| 1965 | William Tuttle       | für das Make-up in 7 Faces of Dr. Lao                                      |
| 1966 | Bob Hope             | für seine Arbeit im Dienst der AMPAS                                       |
| 1967 | Y. Frank Freeman     | für seine Arbeit im Dienst der AMPAS                                       |
| 1967 | Yakima Canutt        | für seine Leistungen als Stuntman                                          |
| 1968 | Arthur Freed         | für seine Arbeit im Dienst der AMPAS                                       |
| 1969 | John Chambers        | für seine Make-up-Arbeit in Planet der Affen                               |
| 1969 | Onna White           | für ihre Choreographiearbeit in Oliver!                                    |
| 1970 | Cary Grant           | für seine einzigartigen Filmdarstellungen                                  |

## 1971–1980
| Jahr | Preisträger          | Preisbegründung                               |
| 1971 | Lillian Gish         | für Verdienste um die Filmwirtschaft          |
| 1971 | Orson Welles         | für seine Arbeiten im Filmemachen             |
| 1972 | Charles Chaplin      | für sein Lebenswerk                           |
| 1973 | Charles S. Boren     | für Verdienste um die Filmindustrie           |
| 1973 | Edward G. Robinson   | für sein Lebenswerk (posthum)                 |
| 1974 | Henri Langlois       | für sein Lebenswerk als Filmarchivar          |
| 1974 | Groucho Marx         | für sein Lebenswerk und die Marx Brothers     |
| 1975 | Howard Hawks         | für sein Lebenswerk als Filmregisseur         |
| 1975 | Jean Renoir          | für sein Lebenswerk als Filmregisseur         |
| 1976 | Mary Pickford        | für ihr Lebenswerk                            |
| 1978 | Margaret Booth       | für ihr Lebenswerk als Filmeditorin           |
| 1979 | Walter Lantz         | für sein Lebenswerk als Trickfilmregisseur    |
| 1979 | Museum of Modern Art | für die Öffentlichkeitsarbeit im Bereich Film |
| 1979 | Laurence Olivier     | für sein Lebenswerk                           |
| 1979 | King Vidor           | für sein Lebenswerk                           |
| 1980 | Alec Guinness        | für seine unvergesslichen Filmdarstellungen   |
| 1980 | Hal Elias            | für seine Arbeit im Dienst der AMPAS          |

## 1981–1990
| Jahr | Preisträger                     | Preisbegründung                             |
| 1981 | Henry Fonda                     | für sein Lebenswerk                         |
| 1982 | Barbara Stanwyck                | für ihr Lebenswerk                          |
| 1983 | Mickey Rooney                   | für sein Lebenswerk                         |
| 1984 | Hal Roach                       | für sein Lebenswerk                         |
| 1985 | James Stewart                   | für sein Lebenswerk                         |
| 1985 | National Endowment for the Arts | zum 20-jährigen Gründungsjubiläum           |
| 1986 | Paul Newman                     | für seine unvergesslichen Filmdarstellungen |
| 1986 | Alex North                      | für sein Lebenswerk als Filmkomponist       |
| 1987 | Ralph Bellamy                   | für sein Lebenswerk                         |
| 1989 | National Film Board of Canada   | zum 50-jährigen Gründungsjubiläum           |
| 1989 | Eastman Kodak Company           | für die Arbeit im Bereich des Films         |
| 1990 | Akira Kurosawa                  | für sein Lebenswerk                         |

## 1991–2000
| Jahr | Preisträger            | Preisbegründung                               |
| 1991 | Sophia Loren           | für ihr Lebenswerk                            |
| 1991 | Myrna Loy              | für ihr Lebenswerk                            |
| 1992 | Satyajit Ray           | für sein Lebenswerk                           |
| 1993 | Federico Fellini       | für sein Lebenswerk                           |
| 1994 | Deborah Kerr           | für ihr Lebenswerk                            |
| 1995 | Michelangelo Antonioni | für sein Lebenswerk                           |
| 1996 | Kirk Douglas           | für sein Lebenswerk                           |
| 1996 | Chuck Jones            | für sein Lebenswerk als Zeichentrickregisseur |
| 1997 | Michael Kidd           | für sein Lebenswerk                           |
| 1998 | Stanley Donen          | für sein Lebenswerk                           |
| 1999 | Elia Kazan             | für sein Lebenswerk                           |
| 2000 | Andrzej Wajda          | für sein Lebenswerk                           |

## 2001–2010
| Jahr | Preisträger | Preisbegründung |
| 2001 | Jack Cardiff | für sein Lebenswerk als Kameramann und Regisseur                                                                    |
| 2001 | Ernest Lehman | für sein Lebenswerk als Drehbuchautor                                                                               |
| 2002 | Sidney Poitier | für sein Lebenswerk                                                                                                 |
| 2002 | Robert Redford | für sein Lebenswerk                                                                                                 |
| 2003 | Peter O’Toole | für sein Lebenswerk                                                                                                 |
| 2004 | Blake Edwards | für sein Lebenswerk                                                                                                 |
| 2005 | Sidney Lumet | für sein Lebenswerk                                                                                                 |
| 2006 | Robert Altman | für sein Lebenswerk                                                                                                 |
| 2007 | Ennio Morricone | für sein Lebenswerk                                                                                                 |
| 2008 | Robert F. Boyle | für sein Lebenswerk                                                                                                 |
| 2009 | Es wurde kein Award verliehen, ab dem Folgejahr erfolgte die Verleihung bei den Governors Awards Ende des Vorjahres | Es wurde kein Award verliehen, ab dem Folgejahr erfolgte die Verleihung bei den Governors Awards Ende des Vorjahres |
| 2010 | Lauren Bacall | für ihr Lebenswerk                                                                                                  |
| 2010 | Roger Corman | für sein Lebenswerk                                                                                                 |
| 2010 | Gordon Willis | für sein Lebenswerk                                                                                                 |

## 2011–2020
| Jahr | Preisträger           | Preisbegründung                                      |
| 2011 | Eli Wallach           | für sein Lebenswerk                                  |
| 2011 | Kevin Brownlow        | für sein Lebenswerk                                  |
| 2011 | Jean-Luc Godard       | für sein Lebenswerk                                  |
| 2012 | James Earl Jones      | für sein Lebenswerk                                  |
| 2012 | Dick Smith            | für sein Lebenswerk                                  |
| 2013 | Hal Needham           | für sein Lebenswerk                                  |
| 2013 | D. A. Pennebaker      | für sein Lebenswerk                                  |
| 2013 | George Stevens junior | für sein Lebenswerk                                  |
| 2014 | Angela Lansbury       | für ihr Lebenswerk                                   |
| 2014 | Steve Martin          | für sein Lebenswerk                                  |
| 2014 | Piero Tosi            | für sein Lebenswerk                                  |
| 2015 | Maureen O’Hara        | für ihr Lebenswerk als Schauspielerin                |
| 2015 | Jean-Claude Carrière  | für sein Lebenswerk als Drehbuchautor                |
| 2015 | Hayao Miyazaki        | für sein Lebenswerk als Regisseur                    |
| 2016 | Spike Lee             | für sein Lebenswerk als Filmemacher                  |
| 2016 | Gena Rowlands         | für ihr Lebenswerk als Schauspielerin                |
| 2017 | Jackie Chan           | für sein Lebenswerk als Filmemacher und Schauspieler |
| 2017 | Anne V. Coates        | für ihr Lebenswerk als Filmeditorin                  |
| 2017 | Lynn Stalmaster       | für sein Lebenswerk als Casting Director             |
| 2017 | Frederick Wiseman     | für sein Lebenswerk als Filmregisseur                |
| 2018 | Charles Burnett       | für sein Lebenswerk als Filmemacher                  |
| 2018 | Owen Roizman          | für sein Lebenswerk als Kameramann                   |
| 2018 | Donald Sutherland     | für sein Lebenswerk als Schauspieler                 |
| 2018 | Agnès Varda           | für ihr Lebenswerk als Filmemacherin                 |
| 2019 | Marvin Levy           | für sein Lebenswerk als Vermarkter                   |
| 2019 | Lalo Schifrin         | für sein Lebenswerk als Filmkomponist                |
| 2019 | Cicely Tyson          | für ihr Lebenswerk als Schauspielerin                |
| 2020 | Wes Studi             | für sein Lebenswerk als Schauspieler                 |
| 2020 | David Lynch           | für sein Lebenswerk als Regisseur                    |
| 2020 | Lina Wertmüller       | für ihr Lebenswerk als Regisseurin                   |

## 2021–2030
| Jahr | Preisträger                     | Preisbegründung                           |
| 2021 | Der Preis wurde nicht vergeben. | Der Preis wurde nicht vergeben.           |
| 2022 | Liv Ullmann                     | für ihr Lebenswerk als Schauspielerin     |
| 2022 | Elaine May                      | für ihr Lebenswerk als Regisseurin        |
| 2022 | Samuel L. Jackson               | für sein Lebenswerk als Schauspieler      |
| 2023 | Euzhan Palcy                    | für ihr Lebenswerk als Filmemacherin      |
| 2023 | Diane Warren                    | für ihr Lebenswerk als Songwriterin       |
| 2023 | Peter Weir                      | für sein Lebenswerk als Filmemacher       |
| 2024 | Angela Bassett                  | für ihr Lebenswerk als Schauspielerin     |
| 2024 | Mel Brooks                      | für sein Lebenswerk                       |
| 2024 | Carol Littleton                 | für ihr Lebenswerk als Filmeditorin       |
| 2025 | Quincy Jones                    | für sein Lebenswerk                       |
| 2025 | Juliet Taylor                   | für ihr Lebenswerk als Castingregisseurin |
| 2026 | Debbie Allen                    |                                           |
| 2026 | Tom Cruise                      |                                           |
| 2026 | Wynn Thomas                     |                                           |

Der Ehrenoscar für humanitäre Verdienste ist der Jean Hersholt Humanitarian Award.